# 新济布科夫区
新济布科夫区（俄语：Новозыбковский район）是俄罗斯联邦布良斯克州下辖的一个区，其行政中心为新济布科夫。据2016年统计，该区的人口为11224人。